# Nereis victoriana
Nereis victoriana är en ringmaskart som beskrevs av Augener 1918. Nereis victoriana ingår i släktet Nereis och familjen Nereididae. Inga underarter finns listade i Catalogue of Life.